# 44 aC
L'any 44 aC era un  any comú començat en diumenge, un any comú començat en dilluns, l'any de traspàs començat en divendres o un any de traspàs començat en dissabte.i un any comú que comença diumenge del Calendari julià prolèptic. Aleshores, era conegut com l'Any del Consolat de Juli Cèsar V i Marc Antoni (o, amb menys freqüència, any 710 Ab urbe condita). La denominació 44 aC per a aquest any s'ha utilitzat des de l'època medieval primerenca, quan l'Anno Domini era del calendari es va convertir en el mètode prevalent a Europa per nomenar els anys.

## Esdeveniments

### República Romana
- Juli Cèsar i Marc Antoni, són cònsols.
- 15 de març - Juli Cèsar, és assassinat per un grup de senadors, entre ells Gai Cassi Longí, Marc Juni Brut tiranicida i Dècim Juni Brut Albí.[5]
- 20 de març - El funeral de Juli Cèsar.
- Abril - Octavi torna d'Apol·lònia de Dalmàcia a Roma per ocupar-se de l'herència del Cèsar, en contra dels consells d'Àcia (la seva mare i neboda del Cèsar) i consolats padrastre de Phillipus.
- 2 de setembre - La faraona Cleòpatra VII declara el seu fill co-governant Cesarió.[6]
- Fi de la República Romana i començament de l'Imperi Romà.

## Necrològiques
- 15 de març - Roma: Juli Cèsar, polític, militar i escriptor romà, assassinat per un grup de senadors (n. 100 aC).[7]
- 26 de juny - Ptolemeu XIV, faraó d'Egipte.[8]
- Burebista, rei de Dàcia.
- Antípater l'idumeu, procurador de Judea i pare d'Herodes el Gran.